# Интелектуална собственост
Интелектуална собственост (ИС) се отнася до творения на човешкия ум, върху които определени по закон собственици получават монопол. Правата на интелектуална собственост (ПИС) са защитите, предоставени на създателите на интелектуална собственост, които включват търговски марки, авторско право, патенти, права върху промишлен дизайн, а в някои юрисдикции и търговски тайни. Художествени произведения, включително музика и литература, както и открития, изобретения, думи, фрази, символи и дизайни могат да бъдат защитени като интелектуална собственост.
Интелектуална собственост е сравнително ново понятие (от 60-те години на XX в.), определящо изключителните права на творенията на човешкия ум и човешкия интелект.
Интелектуалната собственост се дели на 2 големи области: индустриална собственост и художествена собственост.
- Индустриалната собственост се отнася основно към патентите за изобретения, полезните модели, търговските марки, географските означения (защитени географски указания, защитени наименования за произход и традиционни рецепти Архив на оригинала от 2019-10-14 в Wayback Machine.), промишления дизайн, новите сортове растения и породи животни, топология на интегралните схеми и други обекти на интелектуална собственост, приложими в индустрията.

- Художествената собственост включва собствеността върху произведенията на литературата, науката и изкуствата, аудио-визуални произведения, произведения в областта на архитектурата, фотографията, компютърните програми и авторски изпълнения.

Приликата между двете групи е в това, че в двата случая става дума за обекти – продукт на интелектуалния творчески труд на човека.
Разликата между тях е в начина им на приложение – индустриалната собственост се реализира основно в индустрията, а художествената – в духовната сфера на човека, неговия живот и дейност, в областта на културата и науката.
Интелектуалната собственост може да се раздели на 4 категории:
- патент – издава се за изобретения на притежателя на изобретателската стъпка, приложими във всички области на техниката за определен период от време. Означава, че никой друг освен изобретателя не може да произвежда даден продукт;
- търговска марка – символ, име, фраза, звук, които асоциират с определен продукт. Създателят на продукта е собственик на търговската марка;
- авторски права – отнасят се към литературни и художествени произведения, романи, аудио-визуални творби. Възникват за автора автоматично, веднага със създаването на произведението;
- търговски тайни – неразкрита информация, позната още като „know how“ или „промишлена тайна“. В случая става дума за закрила върху дадена информация, ценна по една или друга причина за дадено предприятие, което полага специални усилия за запазването и́ в тайна.

Закрилата на интелектуалната собственост включва голям брой международни спогодби, подготвяни с помощта на Световната организация за интелектуална собственост (WIPO) и Световната търговска организация (WTO). Освен това Европейският съюз е създал допълнителни закони, целящи постигане на по-ефективна защита на интелектуалната собственост.
- Търговските марки са защитени чрез създаването на валидни в целия ЕС търговски марки.
- Патентите – от най-голяма важност за тях са 2 спогодби: Мюнхенската – даваща възможност патентите да бъдат получени с обикновена молба до Европейската патентна служба; Люксембургската – целяща еднакъв ефект върху европейските патенти навсякъде в Европейската общност.
- Авторските права – по-важните международни актове в областта са: Бернска конвенция за закрила на литературните и художествените произведения (1886); Универсална конвенция за авторско право (1952); Римска конвенция за закрила на артистите – изпълнители, продуцентите на звукозаписи и излъчващи организации (1961); Женевска конвенция за закрила на продуцентите на звукозаписи срещу неразрешено използване на техните записи (1971); Договор за международна регистрация на аудиовизуални произведения (1989); Конвенция за създаване на световна организация за интелектуалната собственост (1967).

## Критика
Някои критици на интелектуалната собственост, като например тези от движението за свободна култура, посочват, че интелектуалният монопол представлява опасност за здравето (в случая на фармацевтичните патенти), пречи на напредъка, и обслужва тесни интереси в ущърб на мнозинството. Широко разпространено е и мнението, че общественият интерес е ощетен от все по-експанзивното разширение на интелектуалния монопол под формата на авторски права, софтуерни патенти и патентовано „ноу хау“. Много учени и инженери изразяват загриженост, че така наречените патентни гъсталаци подкопават технологично развитие, дори във високотехнологичните области като нанотехнологиите.

## В България
Нормативните актове в България, най-важните от които са Конституцията на Република България и Законът за авторско право и сродните му права (ЗАПСП), са съобразени с изискванията на международните норми.